# Kašmírský Himálaj
Kašmírský Himálaj je nejzápadnější část Himálaje vyčleněná některými autory. V členění podle H. Adamse Cartera zhruba odpovídá úseku Dras, Sind, Jhelum-Indus. Ze severozápadu, severu a severovýchodu je oddělen řekou Indus od Hindúkuše a Karákoramu. Jižní hranice se klade na úroveň řeky Drás (protéká stejnojmenným městem ke Kargilu, odkud její vody směřují dále na sever do Indu) a Džhelam (Kašmírské údolí). Někdy se k němu řadí i Ladacký hřeben (Ladakh Range) za Indem (jižně od řeky Šajók), který ale podle některých autorů vůbec nepatří pod Himálaj.
Nejvyšším bodem Kašmírského Himálaje je vrchol Nanga Parbat (8125 m). Kromě skupiny Nanga Parbatu rozlišujeme ještě skupinu Deosai (nezaledněné vrcholy pod 6000 m mezi řekami Astór a Indus) a Pangi (obdobná skupina jižně a jihozápadně od sedla Burzil).
Naprostá většina Kašmírského Himálaje leží v Pákistánem spravované části Kašmíru, zejména v regionu Gilgit-Baltistán, ale také v severní části Ázád Kašmíru. Jižní okraj již leží za linií kontroly na indické straně, stejně jako většina Ladackého pásma. Jihovýchodní okraj Ladakh Range dosahuje na čínské hranice.